# Île Perlamoutrov
L'île Perlamoutrov (en russe : Остров Перламутровый, Ostrov Perlamutrovyy) est une île de la terre François-Joseph.

## Géographie
Située à 200 m au sud-ouest de l'île Graham Bell, de forme circulaire, elle est pratiquement plate. Son point culminant mesure 22 m d'altitude. 
Son nom signifie île de Nacre en russe.